# تورزنسک
تورزنسک (به لاتین: Turzańsk) یک منطقهٔ مسکونی در لهستان است که در Gmina Komańcza واقع شده‌است.

## خصوصیات
تورزنسک ۳۵۰ نفر جمعیت دارد.